# Delias iltis
Delias iltis is een vlindersoort uit de familie van de Pieridae (witjes), onderfamilie Pierinae.
Delias iltis werd in 1900 beschreven door Ribbe.